# ادوارد فرانسیس چپمن
ادوارد فرانسیس چپمن (انگلیسی: Edward Chapman; ۱۴ نوامبر ۱۸۴۰ – ۱۲ مهٔ ۱۹۲۶) فرد نظامی اهل پادشاهی متحد بریتانیای کبیر و ایرلند بود. وی همچنین برندهٔ جوایزی همچون نشان حمام شده‌است.